# Hexurella encina
Hexurella encina är en spindelart som beskrevs av Willis J. Gertsch och Norman I. Platnick 1979. Hexurella encina ingår i släktet Hexurella och familjen Mecicobothriidae. Inga underarter finns listade i Catalogue of Life.